# Phago loricatus
Phago loricatus är en fiskart som beskrevs av Günther, 1865. Phago loricatus ingår i släktet Phago och familjen Distichodontidae. IUCN kategoriserar arten globalt som livskraftig. Inga underarter finns listade i Catalogue of Life.